# Ribble (Automarke)
Ribble war eine britische Automobilmarke, die 1904–1908 von Jackson &  Kinnings in Southport (Lancashire) hergestellt wurde.
Es gab zwar viele verschiedene Modelle, aber keines davon erreichte nennenswerte Stückzahlen. Dennoch war die Marke im näheren Umkreis des Produktionsortes recht beliebt, da die Wagen gute Fahrleistungen erreichten.

## Quelle
- David Culshaw & Peter Horrobin: The Complete Catalogue of British Cars 1895–1975. Veloce Publishing plc. Dorchester (1999). ISBN 1-874105-93-6